# مقاومت صوتی
مقاومت صوتی (انگلیسی: Acoustic impedance) یا امپدانس صوتی، از کمیت‌های فیزیکی است، که در طراحی مبدل‌های فراصوتی، ارزیابی میزان جذب صوت در مواد و نیز در محاسبه طول امواج صوتی و بازتاب آن، مورد استفاده قرار می‌گیرد.

## امپدانس صوتی
به دلیل خاصیت سینوسی صوت، امپدانس صوتی ظاهر می شود. دو نوع امپدانس در محاسبات وارد هستند:
- Z: امپدانس خطی که واحد آن ریل در مترمربع است.
- z: امپدانس حجمی که واحد آن ریل است.